# Metallofon
En metallofon er et idiofonisk instrument.

## Historie
Tekst mangler, hjælp os med at skrive teksten

## Opbygning (Konstruktion)
Instrumentet er bygget efter en trækasse som bruges til at opfange lyden. På toppen af kassen er der påmonteret noget holdere, hvor man kan lægge metal plader på.

## Ambitus (toneomfang)
Instrumentet har en lang ambitus, Metalpladerne holder længe på deres klang.

## Stemning
Selve instrumentet er stemmeligt, men pladerne kan udvide sig i varme som kan påvirke pitchen på instrumentet. Man kan dog justere tonerne ved erstatte en plade med en anden, hvis eksempelvis man ønske en plade som har en semi tone højere.

## Produktioner
Tekst mangler, hjælp os med at skrive teksten

## Spilleteknik
Man benytter små hamre til at spille slå ned pladerne. Som begynder starter man ofte kun med en enkelt, men som man bliver mere øvet på instrumentet tilføjes der flere; det er normalt for en erfaren metallofonisk at spille med 4 på samme tid.

## Brug og repertoire
Metallofon har været et populære instrument i nyere jazz tid, da dens høje men vibrerende klang lægger en rolig og afslappet stemning.